# Tierra del Fuego (Buenos Aires)

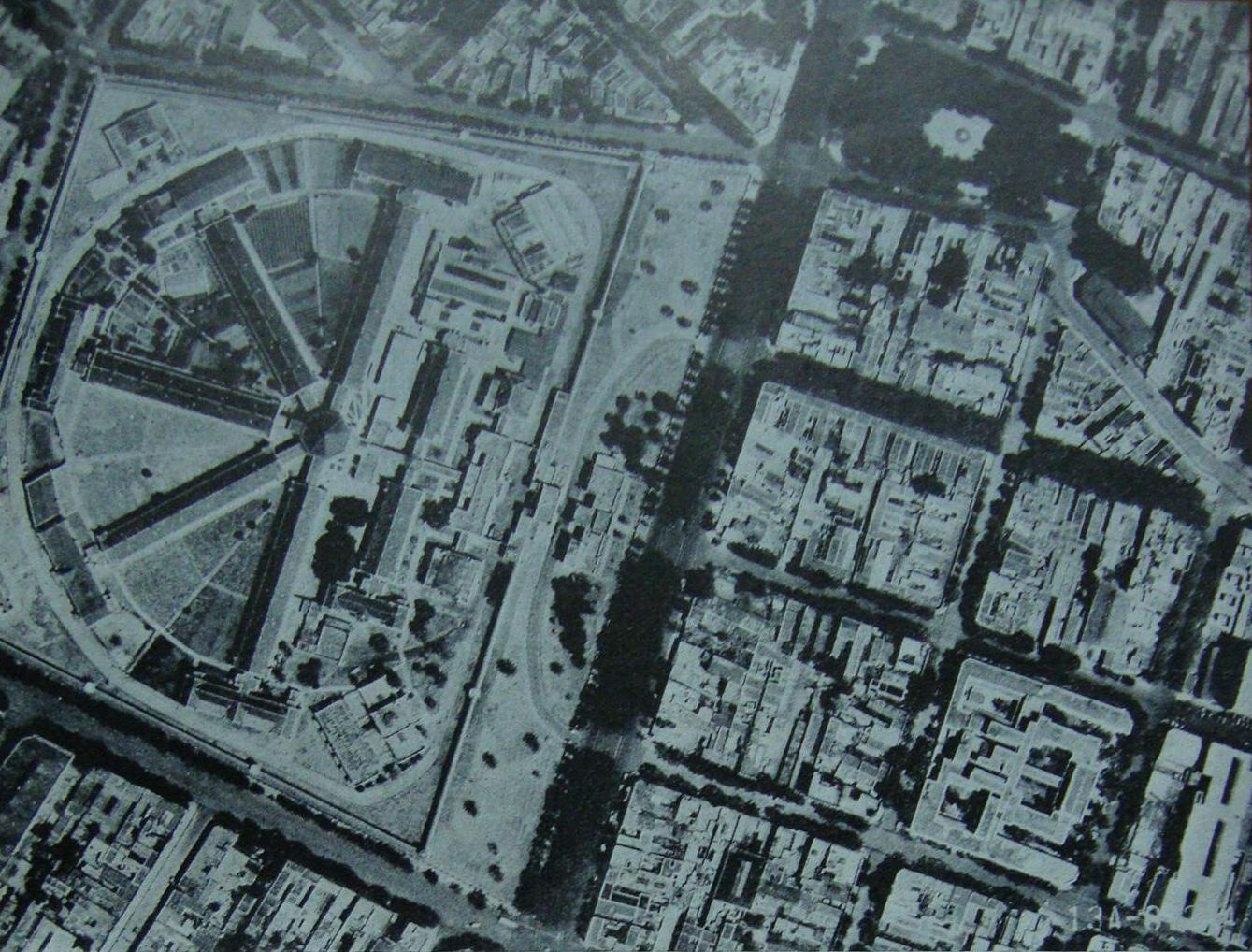
Vista aérea de la Tierra del Fuego en 1939.

Como Tierra del Fuego se conoció informalmente desde fines del siglo XIX y hasta mediados del siglo XX a la zona del actual barrio porteño de Palermo cercana al Parque Las Heras, donde entre la década de 1870 y hasta 1962 funcionó la Penitenciaría Nacional. El nombre hace alusión al Presidio de Ushuaia, cárcel donde eran destinados los reclusos más peligrosos del país, por analogía con las características sombrías que había adquirido el área producto de la actividad carcelaria, donde solían establecerse marginales, antiguos convictos y delincuentes de toda clase. El historiador Miguel Ángel Scenna la califica de "región de siniestro aspecto, poblada de maleantes y malevos, donde rarísima vez se aventuraba la policía". Según decía La Nación en 1896:

Aquellos no son los barrios de los ladrones más o menos hábiles, de los "punguistas" o de los cuenteros, los que esperan con el legado del tío, de los estafadores en cualquier forma, de los "billeteros", de los que dan el cambiazo o los que, aunque hagan un asalto, huyen a la primera alarma, […] son en su mayor parte los "biabistas", es decir, los que dan un ladrillazo en la cabeza, desde un hueco, para desmayar a un transeúnte, los que desde una pared dan una pedrada al que pasa tranquilo, los que saliendo de pronto desde una esquina atraviesan el vientre o el cuello de una puñalada, los que fingiéndose borrachos rompen el cráneo del que se acerca, todo eso para desvalijarlo, tras del desmayo o de la muerte, de lo mucho o poco que lleve, sea un caballero el que pasa o un atorrante, como acaba de suceder con Luppi, el pobre foguista asesinado de 14 puñaladas.
La Nación

A principios del siglo XX en el barrio prevalecían conventillos, construcciones precarias en chapa y carpas.  La progresiva urbanización llevó al desplazamiento de los malvivientes hacia la zona de los Bosques de Palermo. Tras la clausura y demolición de la cárcel, convertida en un gran espacio verde, la Tierra del Fuego sufrió un proceso de aburguesamiento con la construcción de altos edificios de departamentos que culminó en la desaparición de la denominación del uso cotidiano, considerándose actualmente a la zona parte de Palermo o del impreciso Barrio Norte, nombre con que se designa a las áreas más acomodadas de Buenos Aires entre Retiro y Palermo.
Jorge Luis Borges, que frecuentó la zona en su juventud, escribió numerosas referencias al barrio de la Tierra del Fuego, como la mención del dicho "Hágase a un lao, se lo ruego / que soy de la Tierra ‘el Juego". El escritor recuerda casas de baile con techos de chapa donde "Cuando llovía el ruido del agua sobre la chapa no dejaba oír el bandoneón de turno y uno bailaba de memoria". En ese sentido, identifica a la Tierra del Fuego como parte del hábitat natural del tango. María Elena Walsh señala en Fantasmas en el parque que Borges estaba impresionado por la denominación popular del lugar.